# Kunčice (Letohrad)
Kunčice (německy Kunzendorf) je vesnice a část města Letohrad v okrese Ústí nad Orlicí. Nachází se asi 4,5 kilometru jihovýchodně od Letohradu. Kunčice leží v katastrálním území Kunčice u Letohradu o rozloze 7,47 km².

## Historie
První písemná zmínka o vesnici pochází z roku 1292.

## Pamětihodnosti
- Bývalá kampelička – dnešní hospoda
- Hasičská zbrojnice
- Hostinec u Ruprechtu – bývalý zájezdní hostinec, přípřah, rychta
- Vondrův mlýn
- Kostel sv. Kateřiny – vystavěn kyšperským hrabětem Leopoldem Libštejnským z Kolovrat v roce 1685 na místo malé dřevěné kaple.

Kostel byl ze statických důvodů přestavěn v roce 1761.
- SKI Areal „Umbule“
- Bývala obecná škola – nyní bytovka
- Bývalá sirkárna – jedna z prvních v Čechách[zdroj⁠?!] – nyní kovovýroba Antikor

### Kostela svaté Kateřiny
Na Kunčicích stával v místě nynějšího kostela kostel starší a menší, jehož stručný popis se zachoval z roku 1651. Ke vzniku kostela se váže pověst, že dvě zbožné sestry Barbora a Kateřina, jež se nechtěly provdat, zdědily po otci statek. Jsouce však zbožnosti od srdce oddány, ustanovily si pevně, že se neprovdají, aby mohly všecko jmění (52 korců) odkázat na stavbu kostela, jenž by byl zasvěcen sv. Barboře a Kateřině. O obnově tohoto kostela už uvažoval hrabě Hynek Vitanovský a v dodatku k testamentu z roku 1681 se uvádí odkaz 100 zlatých ke kostelu sv. Kateřiny v Kunčicích, „aby tento kostelík mohl být vystavěn…“
Nynější kostel byl vystavěn na výlohy hraběte Norberta Leopolda Libštejnského z Kolovrat roku 1685 a za přispění robotního lidu. Na paměť toho byly zasazeny nad hlavním vchodem erby pánů z Kolovrat a z Harasova. Základní kámen pro výstavbu současné věže byl položen až později 25. 5. 1761 a 19. 11. byla postavena na věži báň s křížkem. Původní věž kostela stála na východní straně, nad současnou sakristií, avšak z důvodu terénních pohybů byla brzy po stavbě zrušena a postavena věž současná, na opačné straně kostela.
V roce 1766 byla vystavěna kostnice a zřízen hřbitov. Oltář kostela byl obnoven roku 1785, opatřen obrazem sv. Kateřiny a vybaven novým svatostánkem. Téhož roku byly dány do kostela i dva postranní oltáře, a to levý s obrazem sv. Mikuláše Tolentinského a pravý s obrazem sv. Barbory. Dnes jsou oba nahrazeny novými, z období 50. let. Rovněž byla v roce 1785 opravena kazatelna. V roce 1886 byla pořízena z milodarů a jmění kostelního křížová cesta a tři obrazy oltářní: sv. Kateřiny, sv. Josefa a sv. Barbory od kyšperského malíře Jana Umlaufa, malované v létech 1884–1886. Dosavadní čtyři obrazy představující  starozákonní výjevy byly přeneseny do ambitů svatojánské kaple na Kopečku. Roku 1890 byl prodloužen hřbitov severozápadním směrem. Při kopání základů nového parkánu se přišlo na široko se rozprostírající vrstvu polepa, z čehož je usuzováno na existenci staré fary s kostelem, zničených jako mnoho jiných za husitských válek.
V roce 1900 byly postaveny nové varhany, staré darovány do šediveckého kostela. V roce 1923 byl kostel vymalován, provedeno zlacení oltářů a kazatelny a současně pořízeny nové moderní modřínové lavice zhotovené řezbářem Josefem Rousem ze Žamberka.